# Йоан Тінкторіс
Йоан Тінкто́ріс (лат. Johannes Tinctoris) (бл. 1435, поблизу Нівеля (нині - Бельгія) — 1511, ймовірно у Фландрії) — франко-фламандський теоретик музики і композитор. Розквіт наукової кар'єри пов'язаний з періодом життя Тінкторіса в Неаполі, де він написав усі музично-теоретичні трактати, що дійшли до нас.

## Біографія
Батьком Тінкторіса імовірно був Мартін ле Тентеньє (Martin Le Taintenier), суддя в містечку Braine-l'Alleud. У 1460 служив вікарієм в кафедральному соборі Камбре, де ймовірно брав уроки музики у Ґійома Дюфаї. У 1460—1462 роках — головний співочий собору в Орлеані. У 1462 вступив до Орлеанського університету, де вивчав цивільне і римське право, в 1463 став повіреним у справах німецького земляцтва (студентів). На початку 1470-х поступив на службу короля Фердинанда I (1423—1494) в Неаполі, де протягом 20 років виконував обов'язки капельмейстера, придворного юриста та викладача музичних дисциплін. У 1490 подав заявку на отримання титулу доктора права, якого по всій ймовірності був удостоєний. Під час роботи при дворі неаполітанського короля відвідував Феррару (1479), Рим (1492), подорожував по Європі з метою вербування нових півчих (1487). Біографічні відомості про останніх 20 років життя практично не збереглися. Після смерті короля Фердинанда (1494) Тінкторіс найвірогідніше повернувся на батьківщину, де і помер.

## Наукова діяльність
У своїх трактатах Тінкторіс торкнувся всіх основних проблеми музичної науки: контрапункту, вчення про лади, проблеми нотації і ритміки, естетику. Найвідоміші його праці «Книга про мистецтво контрапункту» (1477), «Книга про природу і властивості тонів» (1476), в якій відчувається сильний вплив теорії Маркетто Падуанського, і енциклопедичний «Визначник музичних термінів» (бл. 1475). Вінцем наукової діяльності Тінкторіса повинен був стати трактат «Про винаходження і застосування музики» у 5 книгах, який за обсягом перекривав все написане раніше. На жаль, від цієї праці залишились лише фрагменти.
Крім власне наукових вишукувань цінність представляють посилання (також у вигляді нотних прикладів) у трактатах на композиторів (найбільше Окегема і Бюнуа) і вчених музикантів, які свідчать про широку обізнаність Тінкторіса в сучасному йому музичному житті Європи. Завдяки Гафурі, на якого Тінкторіс мав прямий вплив, вчення Тінкторіса широко поширилося в Італії. Цитати з опублікованого в 1495 році "Визначника» зустрічаються в трактатах італійських і німецьких теоретиків аж до XVII століття.

## Музична творчість
Тінкторис — автор шести мес, кількох мотетів і багатоголосних шансонів (на французькі тексти).

## Нотні видання
- Johannis Tinctoris opera omnia, edidit W. Melin // Corpus mensurabilis musicae XVIII (American Institute of Musicology), 1976